# 南野信吾
南野 信吾（みなみの しんご、1970年4月26日 - 2012年6月10日）は、デジターボ（ニトロプラス・ゲームソフト部門）所属の音楽プロデューサー、音楽家。大阪府大阪市生野区出身。

## 略歴
1990年代、新宿ロフトの店員を経て、ロックバンドBOICE（後の4-STiCKS）のボーカルとして1996年、同バンドでエピックレコードと契約・メジャー・デビュー。解散後はソロ活動や複数のバンド活動を経て、2007年、デジターボに入社。同社の音楽部門「GEORIDE」でレーベルマスター兼プロデューサーを務め、ニトロプラスがリリースするゲームソフトの音楽を担当した。
2012年6月10日、大阪心斎橋通り魔殺人事件に巻き込まれ、急逝。享年42。当日は心斎橋のライブハウス「ミューズホール」で同夜に行われたレーベル発足5周年記念ライブに訪れるため、来阪していた。
2013年6月10日、上記の事件の風化を防ぐべく、南野と親交の深かったバンド14組が出演しての追悼ライブ「すべては彼のために」が開催された。以降、この追悼ライブは毎年行われており（2017年よりMINAMINO ROCK FESTIVALに名称を変更）、NHK BSプレミアム『新日本風土記』（2021年7月30日放送「東京の地下」）でも取り上げられた。経費を除く売上は南野の遺族へ支援金として送られている。2020年は新型コロナウイルス感染症の流行のため、無観客での追悼ライブ配信を行った。